# Operation Petticoat
Operation Petticoat és una pel·lícula estatunidenca dirigida per Blake Edwards i estrenada l'any 1959.	

## Argument
Enmig de la Segona Guerra Mundial, la tripulació del submarí Sea Tiger veu alterada la seva rutina quan es veu obligada a conviure amb un grup d'infermeres de la Marina. A sobre, els tripulants es veuen obligats a submergir la nau mentre l'estaven pintant de vermell i blanc. Quan tornen a sortir a la superfície, descobreixen que es troben en el primer submarí de color rosa del món.

## Crítica
Un submarí pintat de rosa, unes quantes infermeres i la parella protagonista són els elements que va estudiar Edwards per aconseguir un dels primers grans èxits de la seva carrera. El film, superficial encara que molt efectiu com a comèdia, va ser nominat a l'Oscar al millor guió original, i, tot i competir en aquesta mateixa categoria amb Les Quatre Cents Coups i Perseguit per la mort, va ser vençuda per una altra comèdia molt menys inspirada, Pillow Talk.

## Repartiment
- Cary Grant: Capità de corbeta (més tard vicealmirall) Matt T. Sherman
- Tony Curtis: Segon tinent oficial (més tard capità) Nicholas Holden
- Joan O'Brien: Infermera Dolores Crandall
- Dina Merrill: Infermera Barbara Duran
- Gene Evans: Cap de màquines Molumphry
- Dick Sargent: Ensenya Stovall
- Virginia Gregg: Infermera Edna Heywood
- Robert F. Simon: Capità J.B. Henderson
- Robert Gist: Tinent Watson
- Gavin MacLeod: Ernest Hunkle
- George Dunn: «Profeta»
- Dick Crockett: Harmon
- Madlyn Rhue: Infermera Reid
- Marion Ross: Infermera Colfax
- Clarence Lung: Sargent Ramon Gillardo
- Frankie Darro: Segon agent farmacèutic Dooley
- Tony Pastor Jr.: Fox
- Robert F. Hoy: Reiner
- Nicky Blair: Seaman Kraus
- John W. Morley: Williams
- Arthur O'Connell: Segon del cap de màquines Sam Tostin
- Alan Scott: Cap de les destruccions

## Premis i nominacions
Nominacions
- 1960: Oscar al millor guió original per Paul King, Joseph Stone, Stanley Shapiro i Maurice Richlin
- 1960: Globus d'Or a la millor pel·lícula musical o còmica
- 1960: Globus d'Or al millor actor musical o còmic per Cary Grant